# Parrya arctica
Parrya arctica är en korsblommig växtart som beskrevs av Robert Brown. Parrya arctica ingår i släktet Parrya och familjen korsblommiga växter. Inga underarter finns listade i Catalogue of Life.